# Lon McCallister
Leo McCallister, all'anagrafe Herbert Alonzo McCallister Jr. (Los Angeles, 17 aprile 1923 – South Lake Tahoe, 11 giugno 2005) è stato un attore statunitense.

## Biografia
Iniziò a recitare durante l'infanzia, comparendo nei film Let's Sing Again (1936) e Giulietta e Romeo (1936). Negli ultimi anni trenta e primi anni quaranta, interpretò ruoli non accreditati in dozzine di film. Dopo aver recitato in La taverna delle stelle (1943), firmò un contratto con la 20th Century Fox e interpretò il protagonista del film Vittoria alata (1944), ma la sua carriera fu interrotta dal servizio militare. Ritornato negli Stati Uniti, faticò ad affermarsi in ruoli adulti a causa della bassa statura e dell'aspetto giovanile. Ottenne tuttavia ruoli principali o da protagonista ne La casa rossa (1947), Scudda Hoo! Scudda Hay! (1948), La montagna rossa (1949), Giustizia di popolo (1952) e infine L'ultimo bersaglio (1953).
Alla fine degli anni quaranta conobbe l'attore William Eythe, di cui divenne compagno, e con cui co-produsse la rivista di Broadway Lend an Ear, rimasta in cartellone per oltre quattrocentocinquanta rappresentazioni. Nel 1953 si ritirò dalle scene e cominciò a lavorare come agente immobiliare, pur tornando a recitare sul piccolo schermo nel 1961 e nel 1963. Insieme ad Eythe girò alcuni documentari, ma questa attività ebbe fine nel 1958 con la morte di Eythe.
Morì nel 2005 all'età di ottantadue anni a causa di un'insufficienza cardiaca.

## Filmografia parziale
- Giulietta e Romeo (Romeo and Juliet), regia di George Cukor (1936)
- Amore sublime (Stella Dallas), regia di King Vidor (1937)
- Anime sul mare (Souls at Sea), regia di Henry Hathaway (1937)
- Buona notte amore! (Make a Wish), regia di Kurt Neumann (1937)
- Le avventure di Tom Sawyer (The Adventures of Tom Sawyer), regia di Norman Taurog (1938)
- Quella certa età (That Certain Age), regia di Edward Ludwig (1938)
- Prime armi (The Spirit of Culver), regia di Joseph Santley (1939)
- Confessioni di una spia nazista (Confessions of a Nazi Spy), regia di Anatole Litvak (1939)
- Piccoli attori (Babes in Arms), regia di Busby Berkeley (1939)
- Il primo bacio (First Love), regia di Henry Koster (1939)
- Joe and Ethel Turp Call on the President, regia di Robert B. Sinclair (1939)
- Peccatrici folli (Susan and God), regia di George Cukor (1940)
- Ribalta di gloria (Yankee Doodle Dandy), regia di Michael Curtiz (1942)
- Sempre nel mio cuore (Always in My Heart), regia di Jo Graham (1942)
- Il sentiero della gloria (Gentleman Jim), regia di Raoul Walsh (1942)
- Night in New Orleans, regia di William Clemens (1942)
- La taverna delle stelle (Stage Door Canteen), regia di Frank Borzage (1943)
- Vittoria alata (Winged Victory), regia di George Cukor (1944)
- Due donne e un purosangue (Home in Indiana), regia di Henry Hathaway (1944)
- La casa rossa (The Red House), regia di Delmer Daves (1947)
- Scudda Hoo! Scudda Hay!, regia di F. Hugh Herbert (1948)
- La montagna rossa (The Big Cat), regia di Phil Karlson (1949)
- The Story of Seabiscuit, regia di David Butler (1949)
- Giustizia di popolo (Montana Territory), regia di Ray Nazarro (1952)
- L'ultimo bersaglio (Combat Squad), regia di Cy Roth (1953)